# Company of Heroes (Computerspielreihe)
Company of Heroes, kurz CoH, ist eine Reihe von Echtzeit-Strategiespielen des kanadischen Entwicklers Relic Entertainment. Die Spiele erschienen ab 2006 zunächst bei THQ, seit 2013 bei Sega und sind thematisch im Zweiten Weltkrieg angesiedelt. Neben Windows erschienen einzelne Einträge auch für Linux, macOS, Android, iOS und Spielkonsolen. Eine gleichnamige Filmadaption, die lose auf dem ersten Teil der Spielreihe basiert, erschien 2013.

## Spielprinzip
Company-of-Heroes-Spiele bieten eine Einzelspieler-Kampagne und einen Gefechtsmodus, der mit und gegen menschliche und/oder KI-gesteuerte Spieler bestritten werden kann. Der zweite Serieneintrag bietet darüber hinaus eine Koop-Kampagne. Die Spiele werden genretypisch aus der Vogelperspektive gespielt, wobei sich die Kamera stufenlos drehen und bis auf Augenhöhe der Spielfiguren absenken lässt. Die 3D-Repräsentationen der Einheiten sind dementsprechend detailliert modelliert und abhängig von der Kamera-Entfernung dargestellt (Level of Detail).
Die Spieler beginnen das Spiel aufgeteilt in zwei Teams mit einem Hauptquartier je Spieler an gegenüberliegenden Standorten der Karte. Hier können weitere Gebäude zur Ausbildung von Einheiten errichtet werden. Die benötigten Ressourcen Arbeitskraft, Munition und Treibstoff werden automatisch generiert, die Rate ist abhängig von den vom Spieler oder seiner Fraktion besetzten Territorien auf der Karte. Ziel des Gefechtsmodus ist je nach Einstellung entweder die Reduktion der gegnerischen Siegpunkte auf 0 durch das Erobern und Halten von Siegmarken auf der Karte oder das Auslöschen aller gegnerischen Einheiten und Produktionsgebäude.

## Spiele

### Company of Heroes
Der erste Teil der Reihe erschien 2006 mit Company of Heroes bei THQ als erste Veröffentlichung unter dem Label Games for Windows und thematisiert die Deutsche Westfront 1944/1945. Der Titel erhielt die zwei eigenständigen Erweiterungen Opposing Fronts (2007) sowie Tales of Valor (2009). Portierungen des Originalspiels für iOS, iPadOS und Android erschienen 2020 von Feral Interactive. Im Oktober 2023 erschien mit Company of Heroes Collection eine Portierung für Nintendo Switch.

### Company of Heroes Online
Ein kostenlos spielbarer MMOG-Ableger Company of Heroes Online wurde am 31. März 2011 noch während der Beta-Phase wieder eingestellt und nie offiziell veröffentlicht. Der ebenfalls von Relic für Microsoft Windows entwickelte Titel sollte sich durch Mikrotransaktionen finanzieren und auch den asiatischen Markt ansprechen. Dazu erschienen speziell angepasste Versionen für den chinesischen und den südkoreanischen Markt, für die mit Shanda Interactive und WindySoft als Publishing-Partner zusammengearbeitet wurde. Eine geschlossene Beta-Phase startete am 26. Juli 2010.

### Company of Heroes 2
Den Nachfolger Company of Heroes 2 veröffentlichte Sega im Juni 2013, nachdem THQ 2012 Insolvenz anmeldete und die Marke im Januar 2013 an Sega veräußerte. Der zweite Teil befasst sich mit dem Deutsch-Sowjetischen Krieg von Unternehmen Barbarossa bis hin zur Schlacht um Berlin, lässt sich mit den nachträglich veröffentlichten Erweiterungen Western Front Armies, Ardennes Assault und The British Forces jedoch auch um Einheiten und Schauplätze der Westfront erweitern.

### Company of Heroes 3
Der dritte Teil Company of Heroes 3 erschien für Windows am 23. Februar 2023, Umsetzungen für Xbox Series und PlayStation 5 sollen noch im selben Jahr folgen. Dieser greift den Afrikafeldzug und die Alliierte Invasion in Italien auf. Erstmals in der Serie gibt es als Teil der Einzelspielerkampagne einen rundenbasierten Modus, der ähnlich zu Total War gespielt wird. Darin wird die Befreiung Italiens durch die Alliierten nachgestellt. Die Kampagne in Nordafrika wird aus deutscher und italienischer Perspektive und im klassischen Echtzeitmodus mit linearen Missionen gespielt.

## Rezeption
| Spiel                                         | Metacritic                            | OpenCritic |
| --------------------------------------------- | ------------------------------------- | ---------- |
| Company of Heroes                             | PC: 93/100 iOS: 86/100 Switch: 78/100 | –          |
| Company of Heroes: Opposing Fronts            | 87/100                                | –          |
| Company of Heroes: Tales of Valor             | 70/100                                | –          |
| Company of Heroes 2                           | 80/100                                | –          |
| Company of Heroes 2: The Western Front Armies | 80/100                                | 81/100     |
| Company of Heroes 2: Ardennes Assault         | 81/100                                | 79/100     |
| Company of Heroes 2: The British Forces       | 80/100                                | 87/100     |
| Company of Heroes 3                           | PC: 81/100 PS5: 70/100 XSX: 79/100    | 78/100     |

Die Spiele, insbesondere der erste Teil, wurden überaus positiv rezipiert und erhielten zahlreiche Auszeichnungen. Die Reihe gehört zu den erfolgreichsten Echtzeitstrategiespielen überhaupt und erfreut sich bis heute großer Beliebtheit und einer aktiven Spielergemeinschaft aller Serieneinträge. Spieler entwickelten und pflegen bis heute zahlreiche kostenfrei herunterladbare Modifikationen bis hin zu mehreren Total Conversions. Der erste Teil der Reihe gilt als Meilenstein in der Geschichte des Genres, die seriendefinierenden Elemente bis heute als unerreicht durch andere Genrevertreter. So nennt Rock Paper Shotgun 2016 in einer retrospektiven Betrachtung Company of Heroes „letztendlich leider eher eine Anomalie denn ein Vorbote der Zukunft [des Genres]. Moderne Big-Budget-RTS [Echtzeit-Strategietitel], so klein sie auch sein mögen, beschäftigen sich meist mit der Vergangenheit und versuchen, an die Zeiten von Supreme Commander oder Total Annihilation anzuknüpfen, oder halten sich an die bewährten Methoden von StarCraft und Command & Conquer. So bleiben die Überraschungen von Company of Heroes und seiner Ostfront-Fortsetzung überzeugende Neuerungen.“
Rock Paper Shotgun führte den ersten Teil der Reihe 2021, 2022 und 2023 in seiner jährlichen Aufstellung der „Besten PC-Strategiespiele“. In der letzten Ausgabe wird zwar auch auf den im selben Jahr erschienenen dritten Reiheneintrag verwiesen, das Originalspiel sei jedoch noch immer das „Nonplusultra“.

## Filmadaption
Ein gleichnamiger Actionfilm, der lose auf dem ersten Teil der Strategiespielreihe basiert, erschien 2013 auf DVD und Blu-Ray. Regie führte Don Michael Paul, die Hauptrollen spielten Tom Sizemore, Vinnie Jones, Neal McDonough und Jürgen Prochnow. Im Film versucht ein Trupp US-amerikanischer Soldaten während der Ardennenoffensive Deutschland am Bau einer Atombombe zu hindern.